# فلیکس مانتی
فلیکس مانتی (انگلیسی: Felix Manthey; ۲۴ اکتبر ۱۸۹۸ – ۸ اکتبر ۱۹۷۱) دوچرخه‌سوار اهل آلمان بود.